# Châteauneuf-de-Bordette
Châteauneuf-de-Bordette é uma comuna francesa na região administrativa de Auvérnia-Ródano-Alpes, no departamento de Drôme. Estende-se por uma área de 15,33 km². Em 2010 a comuna tinha 101 habitantes (densidade: 6,6 hab./km²).